# Tödi
Le Tödi est, avec une altitude 3 613 mètres, le plus haut sommet des Alpes glaronaises, à cheval entre les cantons de Glaris et des Grisons.
Le Tödi comporte trois sommets : le point culminant, nommé piz Russein, à 500 mètres à l'est le Glarner Tödi culminant à 3 570 mètres et au nord le Sandgipfel à 3 390 mètres. Un glacier démarre de son sommet et descend vers l'est sur 4 km.

## Alpinisme
- 1824 - Première ascension par A. Bisquolm et P. Curschellas, le 1er septembre
- 1920 - Face est par Hans Lauper